# Muisca cylindricollis
Muisca cylindricollis is een keversoort uit de familie mierkevers (Cleridae). De wetenschappelijke naam van de soort is voor het eerst geldig gepubliceerd in 1962 door Peracchi.